# Ausra Fridrikasová
Ausra Fridrikasová, rodným jménem Aušra Miklušytė (* 30. dubna 1967 Varėna) je bývalá litevsko-rakouská házenkářka. Během svého života reprezentovala tři země, nejprve Sovětský svaz, v jehož národním týmu odehrála 165 zápasů, poté Litvu, za niž nastoupila k 86 mezinárodním utkáním, a nakonec získala rakouské občanství a od roku 1994 hrála za rakouskou ženskou reprezentaci, kterou dotáhla k největším úspěchům v její historii. V sovětském dresu vyhrála mistrovství světa v roce 1990, v rakouském pak získala bronz na mistrovství Evropy roku 1996 a na světovém šampionátu v roce 1999. Tento turnaj jí obzvláště vyšel, byla na něm vyhlášena nejužitečnější hráčkou a po konci sezóny ji také Mezinárodní házenkářská federace zvolila nejlepší světovou házenkářkou roku. S 87 brankami byla též nejlepší střelkyní mistrovství světa v roce 2001. V rakouské ženské reprezentaci je se 1059 góly na druhém místě historické tabulky, za Jasnou Kolar-Merdanovou. Prožívala v 90. letech úspěchy i na klubové úrovni, s rakouským celkem Hypo Niederösterreich vyhrála v letech 1993, 1994, 1995, 1998 a 2000 Ligu mistrů EHF, nejprestižnější klubovou soutěž Evropy. To se jí pak povedlo ještě dvakrát s dánským klubem Slagelse FH, v letech 2004 a 2005. S tímto dánským klubem vyhrála v roce 2003 rovněž Pohár EHF (dnes Evropská liga), druhou nejprestižnější klubovou soutěž. Tu vyhrála již v roce 1988 také s litevským klubem Eglė Vilnius. V roce 2007 ukončila hráčskou kariéru a stala se trenérkou.